# Long Tall Sally/Slippin' and Slidin'
Long Tall Sally/Slippin' and Slidin' è il secondo singolo discografico di Little Richard, pubblicato nel 1956 su 78 giri e 45 giri. Entrambe le canzoni furono incluse nell'album Here's Little Richard.

## Descrizione

### Long Tall Sally
Long Tall Sally è una canzone rock and roll scritta da Robert Blackwell, Enotris Johnson e Little Richard, ed è fra le più note della sua produzione e dell'intero genere.
Fra gli interpreti che hanno inciso cover di Long Tall Sally si possono ricordare Elvis Presley (1956), The Kinks (1964), Jerry Lee Lewis (1964), The Beatles (1964), Scorpions (1978) e Molly Hatchet (1981).

### Slippin'and Slidin'
Slippin' and Slidin' (sottotitolo: Peepin'and Hidin') venne scritta da Little Richard con Edwin Bocage (noto come Eddie Bo), Al Collins e James Smith.
Fu incisa all'inizio del 1956 da Eddie Bo con il titolo I'm Wise; Little Richard ne cambiò il titolo e la registrò pochi mesi dopo.
Nel 1975 John Lennon ne registrò una cover nel suo album Rock 'n' Roll; altre cover note sono quella di Otis Redding (dal suo album Tell the Truth, registrato nel 1967 e pubblicato postumo nel 1970), quella di Buddy Holly (in Reminiscing) e quella di Johnny Winter (in Second Winter del 1969).

## Tracce
1. Long Tall Sally – 2:10
2. Slippin' and Slidin' – 2:42